# Junelle Bromfield
Junelle Bromfield (ur. 8 lutego 1998) – jamajska lekkoatletka specjalizująca się w biegach sprinterskich i płotkarskich.
Startowała w biegu na 800 metrów podczas igrzysk olimpijskich młodzieży w Nankinie (2014). Rok później zajęła 7. miejsce w biegu na 400 metrów przez płotki na mistrzostwach świata juniorów młodszych oraz zdobyła dwa złota igrzysk Wspólnoty Narodów młodzieży. W 2016 startowała na mistrzostwach świata U20 w Bydgoszczy, podczas których indywidualnie zdobyła brąz na dystansie 400 metrów, a wraz z koleżankami z reprezentacji sięgnęła po srebrny medal w sztafecie 4 × 400 metrów. W 2021 zdobyła brązowy medal igrzysk olimpijskich w Tokio za bieg w eliminacjach sztafety 4 × 400 metrów. Rok później sięgnęła po srebro mistrzostw świata za bieg w eliminacjach sztafety.
Złota medalistka CARIFTA Games.

## Osiągnięcia
| Rok  | Impreza                               | Miejsce      | Konkurencja                | Lokata     | Wynik           |
| ---- | ------------------------------------- | ------------ | -------------------------- | ---------- | --------------- |
| 2014 | Igrzyska olimpijskie młodzieży        | Nankin       | bieg na 800 m              | 7. miejsce | 2:13,01         |
| 2015 | Mistrzostwa świata juniorów młodszych | Cali         | bieg na 400 m przez płotki | 7. miejsce | 58,49           |
| 2015 | Igrzyska Wspólnoty Narodów młodzieży  | Apia         | bieg na 400 m              | 1. miejsce | 53,09           |
| 2015 | Igrzyska Wspólnoty Narodów młodzieży  | Apia         | bieg na 400 m przez płotki | 1. miejsce | 1:00,78         |
| 2016 | Mistrzostwa świata juniorów           | Bydgoszcz    | bieg na 400 m              | 3. miejsce | 52,05           |
| 2016 | Mistrzostwa świata juniorów           | Bydgoszcz    | sztafeta 4 × 400 m         | 2. miejsce | 3:31,01         |
| 2018 | Igrzyska Ameryki Środkowej i Karaibów | Barranquilla | sztafeta 4 × 400 m         | 2. miejsce | 3:30,67         |
| 2021 | Igrzyska olimpijskie                  | Tokio        | sztafeta 4 × 400 m         | 3. miejsce | 3:21,24 (elim.) |
| 2021 | Igrzyska olimpijskie                  | Tokio        | sztafeta mieszana          | 7. miejsce | 3:14,95 (elim.) |
| 2022 | Halowe mistrzostwa świata             | Belgrad      | sztafeta 4 × 400 m         | 1. miejsce | 3:28,40         |
| 2022 | Mistrzostwa świata                    | Eugene       | sztafeta 4 × 400 m         | 2. miejsce | 3:20,74 (elim.) |
| 2022 | Igrzyska Wspólnoty Narodów            | Birmingham   | bieg na 400 m              | 5. miejsce | 51,55           |
| 2022 | Igrzyska Wspólnoty Narodów            | Birmingham   | sztafeta 4 × 400 m         | 2. miejsce | 3:26,93         |
| 2022 | Mistrzostwa NACAC                     | Freeport     | sztafeta 4 × 400 m         | 2. miejsce | 3:26,32         |
| 2022 | Mistrzostwa NACAC                     | Freeport     | sztafeta mieszana          | 2. miejsce | 3:14,08         |
| 2024 | Halowe mistrzostwa świata             | Glasgow      | sztafeta 4 × 400 m         | –          | DNF (elim.)     |
| 2024 | World Athletics Relays                | Nassau       | sztafeta 4 × 400 m         | repasaże   | 3:28,54         |
| 2024 | Igrzyska olimpijskie                  | Paryż        | bieg na 400 m              | półfinał   | 51,93           |
| 2024 | Igrzyska olimpijskie                  | Paryż        | sztafeta mieszana          | 5. miejsce | 3:11,67         |

## Rekordy życiowe
- Bieg na 400 metrów – 50,74 (2024)
- Bieg na 400 metrów przez płotki – 56,61 (2022)